# Chlorure de baryum
Le chlorure de baryum, de formule chimique BaCl2 est un sel de chlore et de baryum de couleur blanche. C'est un composé ionique soluble dans l'eau. Comme la plupart des sels de baryum, c'est un composé relativement toxique. Lorsqu'il est enflammé, il produit une flamme de couleur jaune-vert. Sa forme  hydratée la plus fréquente est BaCl2.2H2O.

## Propriétés physico-chimiques

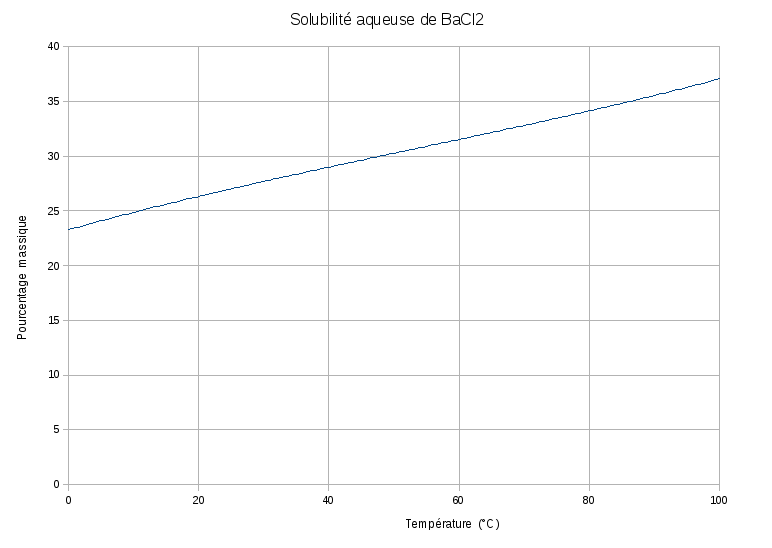
Solubilité aqueuse

Du fait du caractère ionique de la liaison chlore-baryum dû à la différence importante d'électronégativité entre ces deux éléments, le chlorure de baryum possède une bonne solubilité dans l'eau. Il peut notamment réagir avec les ions sulfates en formant un précipité blanc de sulfate de baryum :
BaCl2(aq)  +  SO42−(aq)  →  BaSO4(s)  +  2 Cl−(aq)
En solution, le chlorure de baryum se comporte comme un sel neutre : le pH de la solution est indépendant de la quantité de sel dissoute.

## Structure cristalline

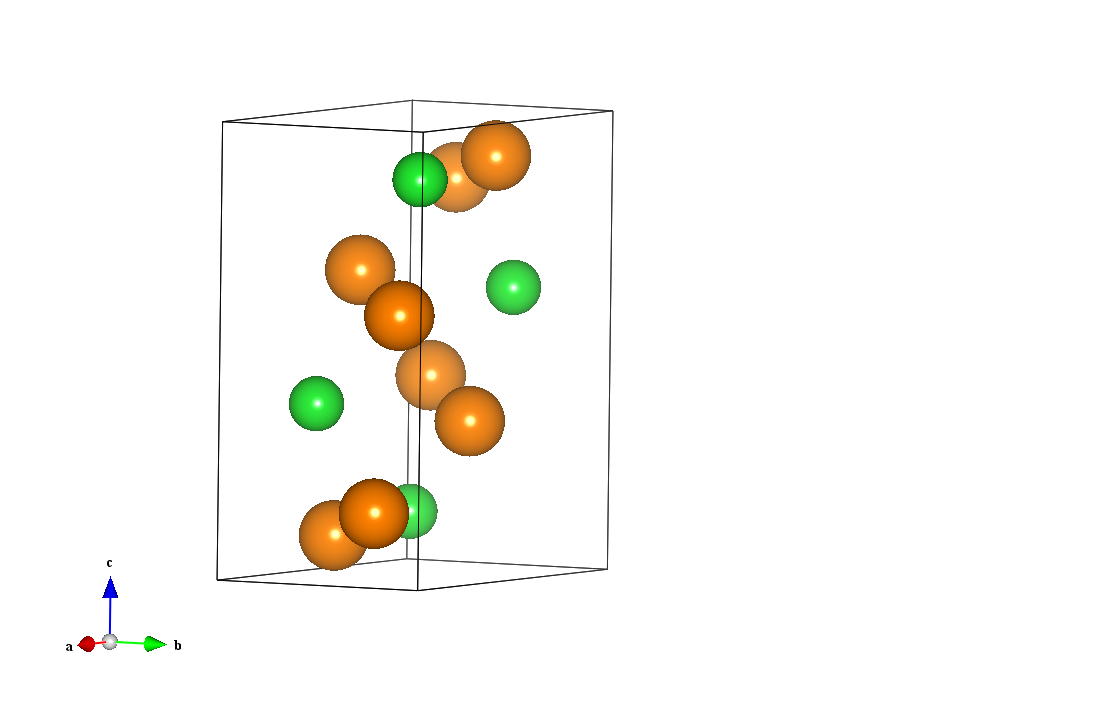
Maille orthorhombique de BaCl_{2}

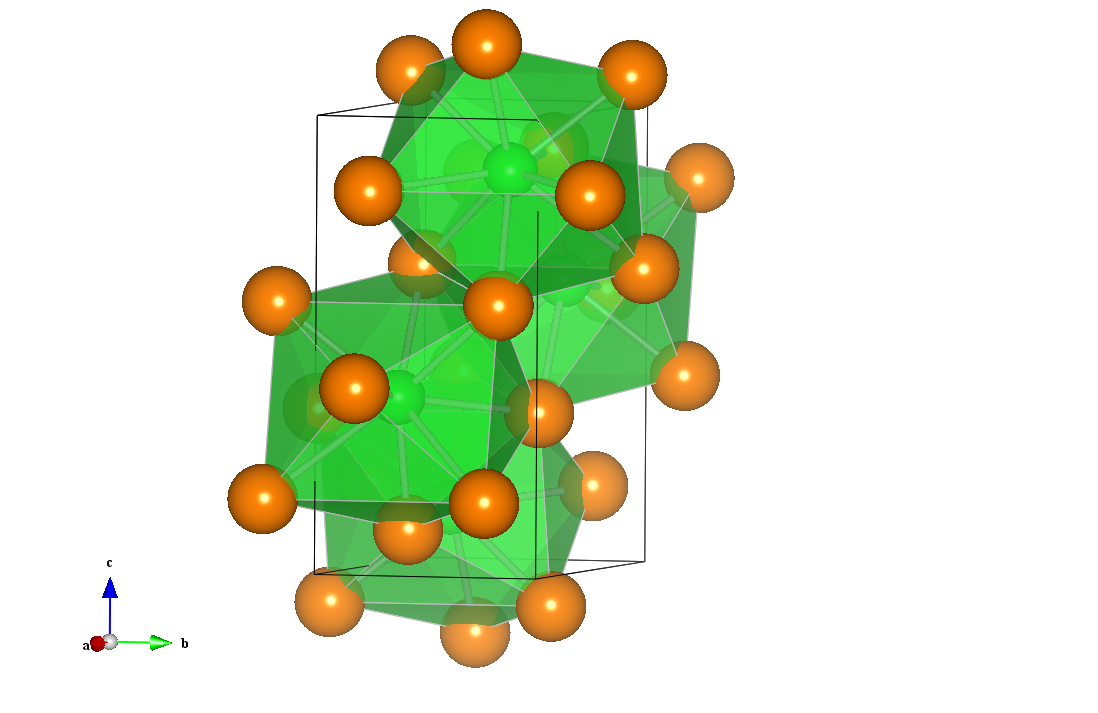
Structure cristalline du chlorure de baryum mettant en évidence les polyèdres de coordination du baryum

Le chlorure de baryum cristallise à la température ambiante dans une structure orthorhombique de groupe d'espace Pnma (a = 7,865 Å, b = 4,731 Å et c = 9,421 Å). Les atomes de baryum occupent les positions de Wyckoff 4c (x = 0.251, z = 0.121), de même que les atomes de chlore (x = 0.150 et z = 0.413) et (x = 0.029 et z = 0.839). Le polyèdre de coordination du baryum est un polyèdre à 12 sommets, fortement irrégulier (figure de droite).

## Fabrication
Le chlorure de baryum peut être préparé à partir d'hydroxyde de baryum ou de carbonate de baryum (minerai de Withérite) par une réaction avec l'acide chlorhydrique.
À l'échelle industrielle, il est fabriqué dans un processus en deux étapes à partir de barytine (minerai de sulfate de baryum).
BaSO4  +  4 C  →  BaS  +  4 CO  (étape nécessitant un chauffage)
BaS  +  CaCl2  →  BaCl2  +  CaS  (par cofusion des réactifs)
Le chlorure de baryum est alors extrait du mélange obtenu par dissolution dans l'eau.

## Utilisation
Le chlorure de baryum est un sel de baryum bon marché qui possède de nombreuses utilisations en laboratoire. Il est couramment utilisé comme test de reconnaissance des ions sulfates. Il est utilisé également pour préparer d'autres sels insolubles par précipitations, comme l'oxalate de baryum dans la réaction :
BaCl2(aq)  +  Na2C2O4(aq)  →  BaC2O4 (s)  +  2 NaCl(aq)
Il est utilisé en pyrotechnie pour donner une coloration verte aux flammes, et en métallurgie pour le traitement thermique de l'acier. Dans l'industrie métallurgique, il permet d'éviter tout contact avec l'air ambiant et a une meilleure conductivité thermique que les gaz neutres utilisés dans les trempes à vide, ce qui permet un changement de température plus rapide.

## Toxicité
Comme tous les sels de baryum, le chlorure de baryum est un composé très toxique, une dose de l'ordre de 1 g pouvant s'avérer mortelle. Il doit donc être manipulé avec précautions. La valeur limite d'exposition professionnelle est fixée à 0,5 mg·m-3 dans l'Union européenne. Par ailleurs, le chlorure de baryum est toxique pour les organismes aquatiques.

### Sécurité
Phrases de risque et conseils de prudence
- R: 20 (Nocif par inhalation)
- R: 25 (Toxique en cas d’ingestion)
- S: 1/2 (Conserver sous clé et hors de portée des enfants)
- S: 45 (En cas d’accident ou de malaise consulter immédiatement un médecin et lui montrer l’emballage ou l’étiquette)

### Effets sur la santé
Le chlorure de baryum a un effet aigu sur le système cardiovasculaire et sur le système nerveux  car il modifie les flux de  potassium dans les cellules. Cela se traduit par des vomissements, diarrhées, tremblements, paralysie, convulsions, voire la mort par arrêt cardio-respiratoire.

### Traitement
Le traitement d'une intoxication au baryum est essentiellement symptomatique. Comme le baryum génère une perte importante de potassium, l'administration de potassium peut contrer la plupart des effets toxiques (sauf l'hypertension). Cependant, on peut tenter l'administration de sulfate de magnésium ou de calcium pour limiter la diffusion du baryum : les ions sulfates se lient préférentiellement à l'ion Ba2+ et le sulfate de baryum résultant est insoluble dans l'eau, ce qui limite sa toxicité. 